# Nils Ahnlund
Nils Gabriel Ahnlund, född 23 augusti 1889 i Uppsala, död 11 januari 1957 i Västerleds församling, var en svensk historiker. Han var professor vid Stockholms högskola 1928–1955 och blev ledamot av Svenska Akademien 1941. 

## Biografi
Nils Ahnlund föddes i Uppsala som äldste son till dåvarande tillförordnade professorn i dogmatik och moralfilosofi Olof Ahnlund och Hilda Svensson, en tegelmästaredotter från Nättraby. 1893 utnämndes fadern till kyrkoherde i Umeå landsförsamling och tillträdde ämbetet två år senare, då kyrkan togs i bruk efter branden 1888. 1908 avlade Nils Ahnlund studentexamen vid Umeå högre allmänna läroverk och skrevs därefter in vid Uppsala universitet. Han blev snabbt en av Harald Hjärnes främsta lärjungar och disputerade där 1918 med avhandlingen Gustaf Adolf inför tyska kriget; stormaktstiden var redan i början av karriären det ämnesområde han främst forskade om. 
1916–1926 arbetade han på Svenska Dagbladet som uppmärksammad politisk publicist. Även om han betraktades som ett chefredaktörsämne valde han att därefter medverka på friare basis och satsa på den akademiska banan.
Han lämnade Uppsala 1923 när han utnämndes till docent vid Stockholms högskola. Fem år senare erhöll han den första professuren i historia där. Återigen under andra världskriget medverkade han kritiskt i den politiska debatten med ett fosterländskt patos.
Ahnlund publicerade populärhistoriska framställningar i olika tidningar och i radio, varigenom han blev känd och uppskattad även av en bredare publik. I den akademiska världen rönte han flera bevis för uppskattning. Han blev ledamot av Vitterhetsakademien redan 1934, ordförande i Historiska klubben i Stockholm och i Historielärarnas förening. 1936 tillträdde Nils Ahnlund som ledamot i den av Stockholms stadskollegium nyinrättade "Stockholms stadskollegiums Handbokskommitté" tillsammans med Gustaf Ahlbin, redaktör, Bertil Boëthius, riksarkivarie, Oscar Larsson, borgarråd, Fredrik Ström, redaktör och Sten Wahlund statistiker. År 1941 blev han invald i Svenska Akademien som efterträdare åt Torsten Fogelqvist på stol 11, år 1952 valdes han in i Vetenskapsakademien, och han var även ledamot av Kungliga Samfundet för utgivande av handskrifter rörande Skandinaviens historia, samt 1944–1956 preses för Gustav Adolfsakademien för folklivsforskning, med mera. Han fick även uppskattning internationellt, bland annat genom att han utsågs till ledamot av Finska Vetenskaps-Societeten samt flera andra nordiska samfund, och blev vice president i Comité International des Sciences Historiques (CISH) (eng. ICHS).
Ahnlund var under studenttiden i Uppsala Föreningen Heimdals ordförande åren 1914–1915.
1919 var Ahnlund en drivande kraft bakom grundandet av Stads- och kommunhistoriska institutet 1919 i samarbete med borgarrådet Yngve Larsson och historikern Nils Herlitz. Han var även styrelseledamot i Samfundet Nordens Frihet 1940–1945 och medlem i Tisdagsklubben.
Han var kyrkligt engagerad och bl.a. ledamot av 1935 års psalmbokskommitté, och översatte 1936 Gottfried Arnolds psalm från 1697 till svenska, Seger giv, du segerrike med nummer 568 i Den svenska psalmboken 1986. Han var också ledamot av kyrkomötet
I Statens porträttsamling på Gripsholms slott återfinns en bronsbyst över honom utförd 1942 av Gunnar Lybeck.

### Författarskap
Stormaktstiden behandlas i flera verk, liksom även relationen mellan Sverige och Tyskland, men som historiker var Ahnlund mycket bred. Han har skrivit flera biografier som varit värdefulla bidrag till historieskrivningen; Gustaf Adolf den store (1932), Engelbrekt (1934), en essä om Jonas Hallenberg (1923), en bok om Nils Rabenius (1927) och Axel Oxenstierna (1940), samt en bok om Karl XII:s död. En bibliografi över Axel Oxenstierna publicerade Ahnlund 1931, och han gjorde även bibliografiska förteckningar över riksdagsakter, till exempel borgarståndets. Han har likaså på olika sätt forskat om Norrlands historia och kulturhistoria.

### Familj
Ahnlund var son till kontraktsprosten teologie doktor Olof Ahnlund och Hilda Svensson. Han var gift med filosofie kandidat Lisa Hallberg, dotter till kyrkoherden Hans Emil Hallberg och Anna Cavallin. Makarna var föräldrar till läkaren Hans Olof Ahnlund, lagmannen Erik Ahnlund, litteraturvetaren Knut Ahnlund och museichefen Henrik Ahnlund, farföräldrar till Nathan Shachar och farfars föräldrar till Elsa Järpehag. De är begravna i Gustaf Vasa kyrkas kolumbarium.